# Ora d'oro
L'ora d'oro, conosciuta anche come ora dorata, golden hour o, meno frequentemente magic hour, nell'ambito della fotografia, identifica una particolare e ricercata condizione della naturale luce solare.

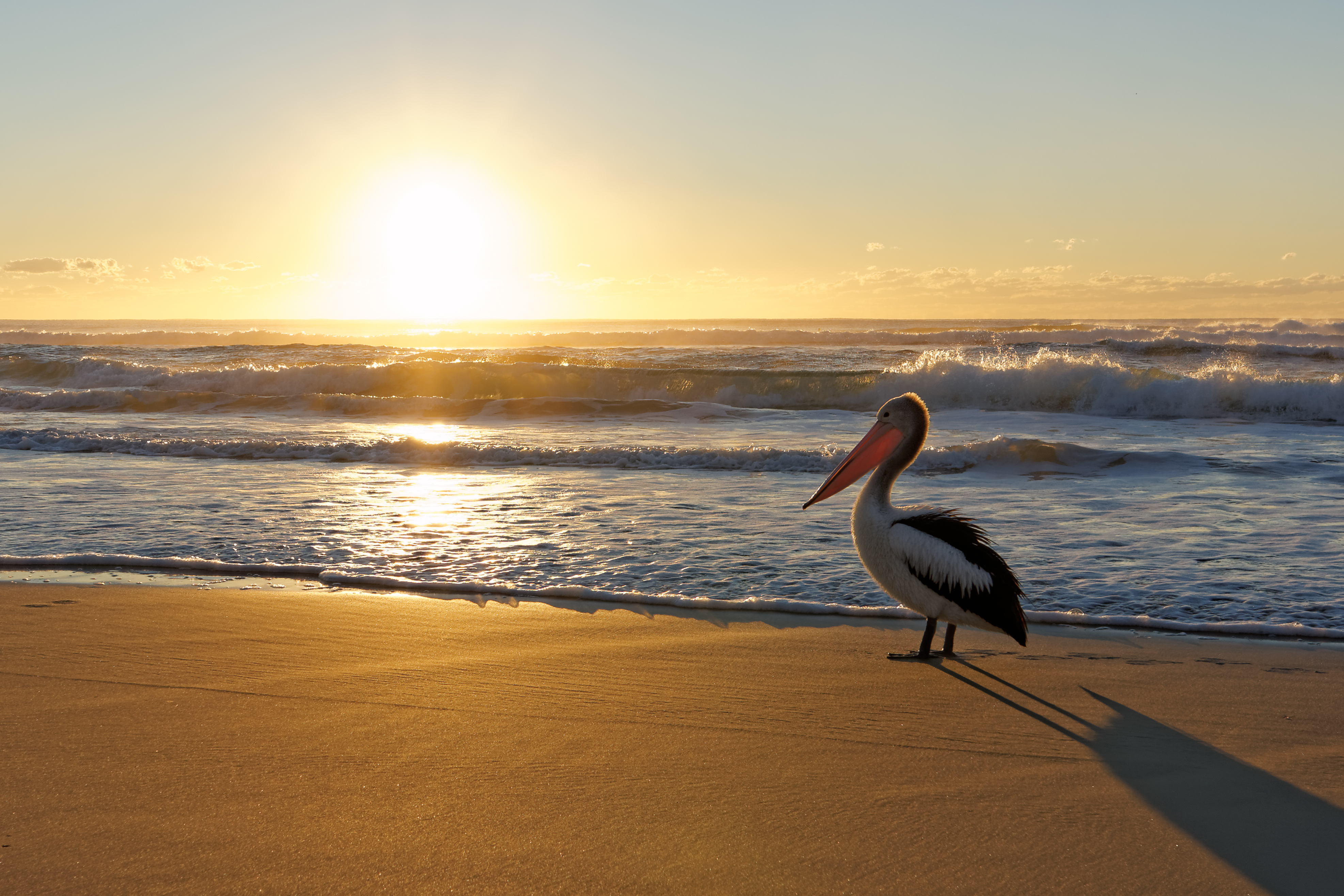
Pellicano australiano sulla spiaggia all'alba al momento dell'ora d'oro.

## Descrizione
La luce durante l'ora d'oro è caratterizzata da un'elevata diffusione, da una temperatura calda, dalla bassa incidenza e dall'energia limitata. In termini pratici, per un fotografo, l'ora d'oro si traduce in luce morbida, colori caldi, ombre così lunghe che tendono a sparire ed un buon livello di contrasto nonostante la ridotta dinamica (che permette di esporre con più semplicità cielo e terra).
Questa situazione si verifica quando il sole è molto basso all'orizzonte e quindi esclusivamente negli istanti successivi all'alba e precedenti il tramonto. L'orario in cui è possibile osservare il fenomeno, la sua durata e la sua intensità cambiano a seconda delle stagioni e delle latitudini. In media, la durata varia dai 20 ai 40 minuti e l'intensità risente molto dalle particolari condizioni meteo del momento.
L'ora d'oro è molto ricercata dai fotografi, soprattutto se paesaggisti, che la sfruttano per rendere al meglio i soggetti da loro inquadrati. Più raramente è sfruttata anche nell'ambito delle riprese video. Un esempio di utilizzo in campo cinematografico lo si ritrova in Full Metal Jacket per la regia di Stanley Kubrick; un ulteriore esempio lo si può notare nella foto di copertina dell'album campione di incassi Hotel California della band californiana Eagles.

## Galleria d'immagini
Alcune fotografie scattate durante l'ora d'oro:

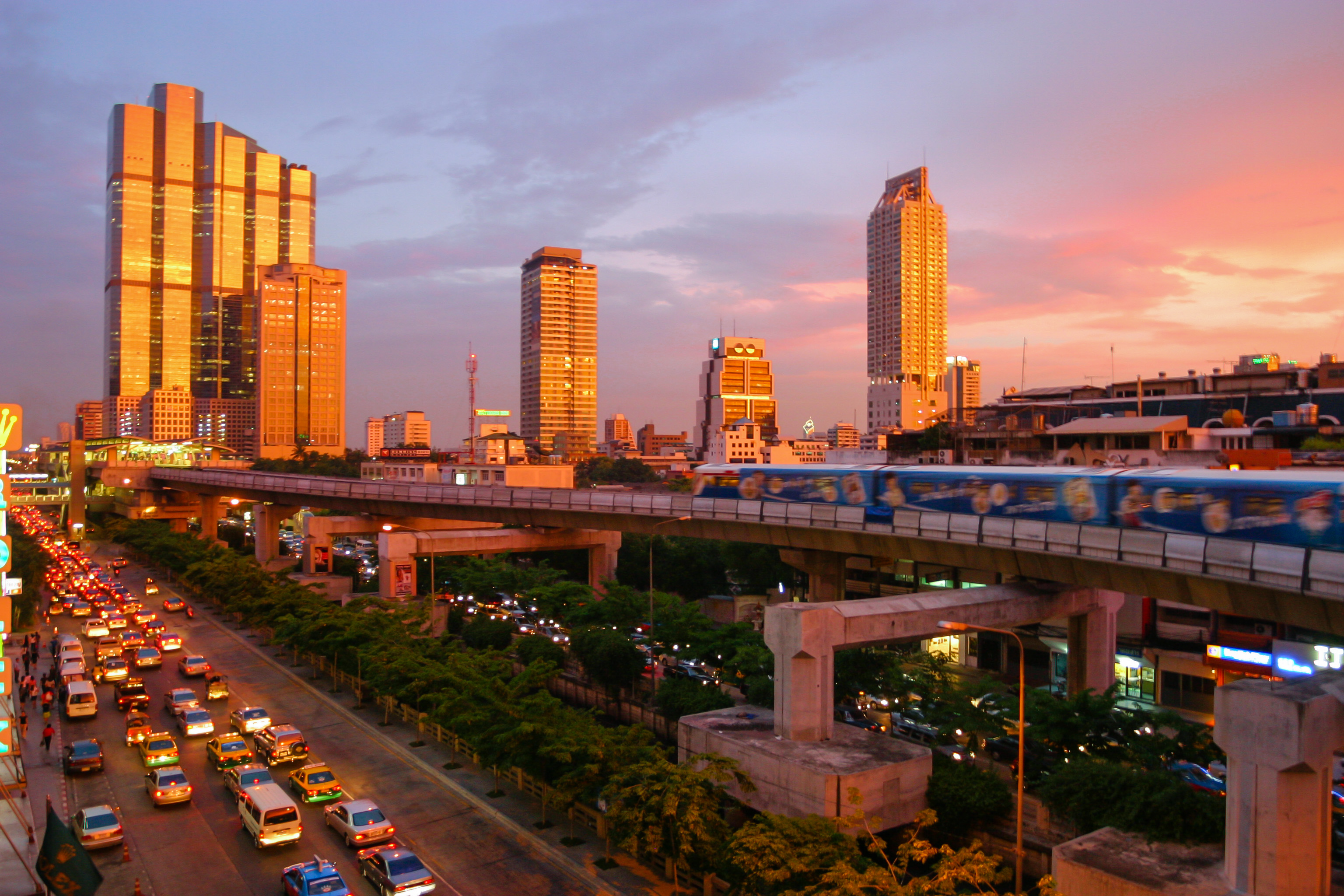
Bangkok
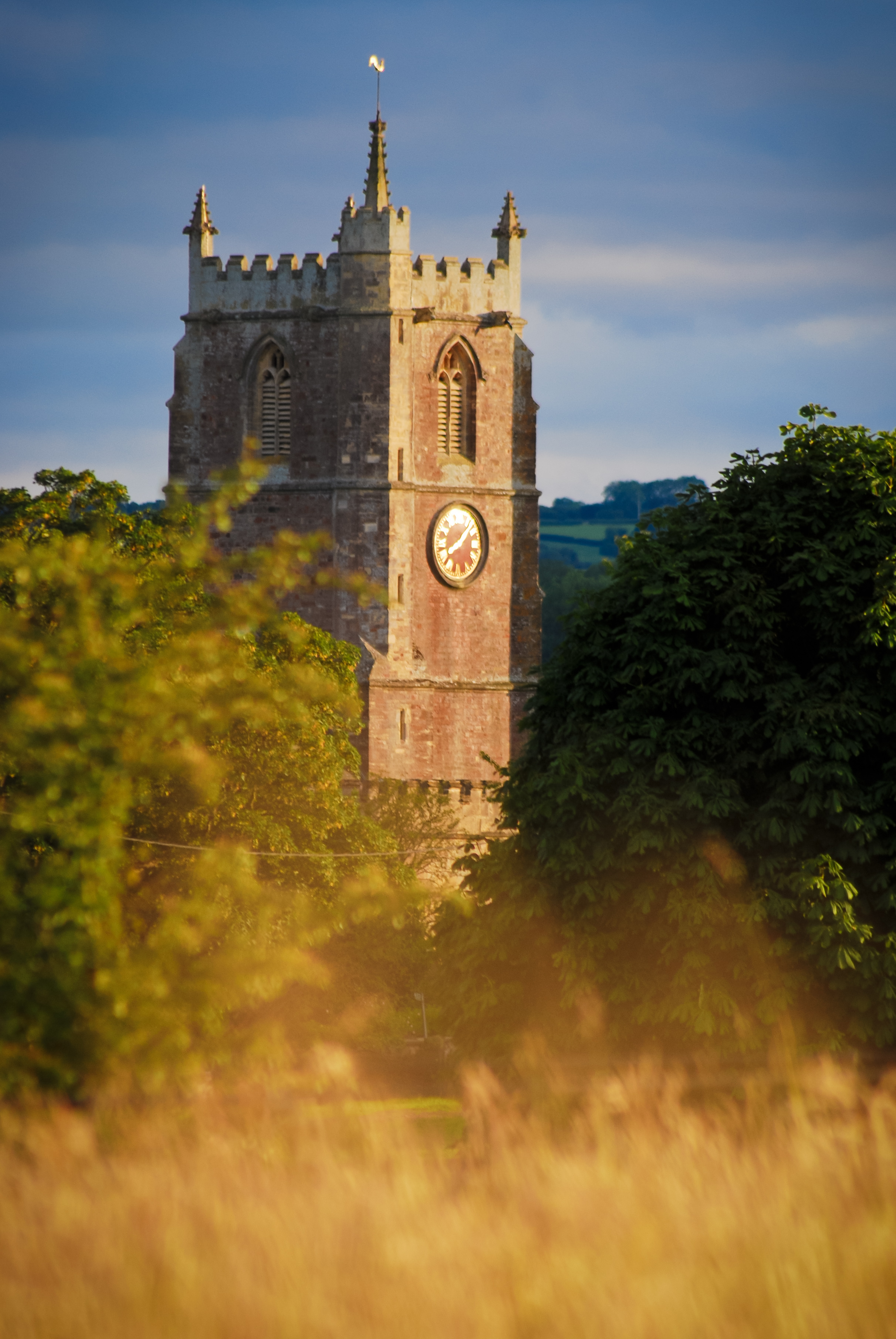
Bristol
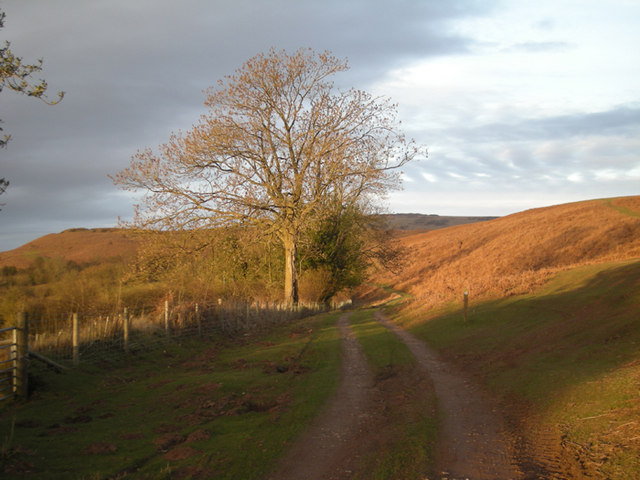
Inghilterra